# Stor-Öretjärnen (Föllinge socken, Jämtland)
Stor-Öretjärnen är en sjö i Krokoms kommun i Jämtland och ingår i Indalsälvens huvudavrinningsområde. Sjön har en area på 0,179 kvadratkilometer och ligger 359 meter över havet. Sjön avvattnas av vattendraget Öretjärnbäcken.

## Delavrinningsområde
Stor-Öretjärnen ingår i det delavrinningsområde (707532-143333) som SMHI kallar för Utloppet av Stor-Öretjärnen. Medelhöjden är 403 meter över havet och ytan är 10,47 kvadratkilometer. Det finns inga avrinningsområden uppströms utan avrinningsområdet är högsta punkten. Öretjärnbäcken som avvattnar avrinningsområdet har biflödesordning 3, vilket innebär att vattnet flödar genom totalt 3 vattendrag innan det når havet efter 270 kilometer. Avrinningsområdet består mestadels av skog (80 procent) och sankmarker (11 procent). Avrinningsområdet har 0,21 kvadratkilometer vattenytor vilket ger det en sjöprocent på 2 procent.